# Operazione Wetback
L'operazione Wetback fu un'iniziativa compiuta nel 1954 dal Servizio di Immigrazione Naturalizzazione degli Stati Uniti (INS - Immigration and Naturalization Service) con lo scopo di espellere circa un milione di immigrati illegali dal sud-ovest degli Stati Uniti. Si rivolse soprattutto agli irregolari messicani, chiamati volgarmente wetbacks.

## Storia
Il crescente numero di immigrati messicani spinse il presidente Dwight D. Eisenhower a nominare presidente dell'INS il suo vecchio amico generale Joseph Swing. Secondo il procuratore generale Herbert Brownell Jr., Eisenhower vedeva nell'immigrazione illegale un problema di estrema urgenza, fin dagli inizi del suo mandato. In una lettera al senatore William Fulbright, Eisenhower citava un articolo del New York Times che recitava, "il numero di immigranti illegali provenienti dal Messico, i cosiddetti wetbacks (termine che deriva dalla via preferenziale seguita dagli immigranti messicani attraverso il Rio Grande) che raggiunge il livello di più di un milione di casi all'anno è stato accompagnato da un singolare rilassamento negli standard etici, dagli agricoltori che sfruttano questo contrabbando di lavoratori sino ai più alti livelli del governo federale."
L'operazione fu ideata ispirandosi a un programma (la Mexican Repatriation) messo in atto durante la Grande depressione per spingere i cittadini messicani a ritornare in Messico, a causa della pessima situazione economica negli Stati Uniti.

## L'operazione Wetback in pratica
L'iniziativa ebbe inizio in California ed Arizona ed impegnò 1.075 agenti di frontiera, insieme alle polizie locali e statali. Si trattò di un'operazione molto aggressiva, arrivando a rastrellamenti nei quartieri abitati da ispano-americani ed a controlli casuali di persone con aspetto messicano, perdipiù in una zona dove vivevano molti nativi americani e molti ispanici nativi.. 750 agenti si occuparono delle aree agricole, con l'obiettivo di effettuare 1.000 arresti ogni giorno. Per la fine di luglio, più di 50.000 immigrati furono catturati nei due stati. Si disse che circa 488.000 immigranti illegali abbiano abbandonato volontariamente il paese per paura di essere fermati. A settembre, 80.000 persone erano state prese in custodia in Texas, mentre l'INS stimava che da 500.000 a 700.000 immigrati avessero lasciato lo stato volontariamente. Per scoraggiare i rientri, i treni e gli autobus si fermavano molto all'interno dei confini del Messico prima di rilasciare gli arrestati. Decine di migliaia di persone furono deportate via mare con due navi, la Emancipation e la Mercurio. Le navi percorrevano anche 800 km da Port Isabel nel Texas fino a Veracruz. In certi casi furono percorsi più di 1.000 miglia marittime. Il trasporto via mare terminò quando sette deportati si gettarono dalla Mercurio e annegarono, provocando un ammutinamento che portò a proteste pubbliche in Messico.